# Couffy-sur-Sarsonne
Couffy-sur-Sarsonne is een gemeente in het Franse departement Corrèze (regio Nouvelle-Aquitaine) en telt 75 inwoners (2009). De plaats maakt deel uit van het arrondissement Ussel.

## Geografie
De oppervlakte van Couffy-sur-Sarsonne bedraagt 14,8 km², de bevolkingsdichtheid is dus 4,9 inwoners per km².
De onderstaande kaart toont de ligging van Couffy-sur-Sarsonne met de belangrijkste infrastructuur en aangrenzende gemeenten.

## Demografie
Onderstaande figuur toont het verloop van het inwonertal (bron: INSEE-tellingen).